# Samsung Galaxy Spica
Samsung Galaxy Spica (GT-i5700) — смартфон компании Samsung Electronics на базе ОС Android. На разных рынках аппарат вышел под разными названиями: Samsung Spica, Samsung Galaxy Spica и Samsung Galaxy Portal.
Эта модель коммуникатора появилась на российском рынке в ноябре 2009 года и явилась вторым устройством от Samsung на базе операционной системы Android 1.5. Основная её черта — доступность на момент начала продаж (около 14 000 руб.). Этот коммуникатор должен был стать проводником системы Android в массы, так как цена присутствовавшего до него на рынке HTC Hero переваливала за 20 000 руб., а HTC Tattoo еще не поступил в продажу и обладал худшими характеристиками. В феврале 2011 года преемником Spica по соотношению качества и цены стал Samsung GT-S5830 (Galaxy Ace).
Уникальной особенностью этого смартфона является его аппаратная клавиатура. Она очень похожа на клавиатуры, традиционные для смартфонов Windows Mobile, и имеет, наряду с четырьмя стандартными для Android кнопками, также джойстик и клавиши приема/отбоя вызова. В дальнейшем Samsung и другие производители пошли по пути уменьшения количества аппаратных кнопок, чтобы освободить место для больших дисплеев или уменьшить размеры устройств. Тем не менее, отдельно джойстик сегодня можно встретить в игровом смартфоне Sony Ericsson Xperia Play, а клавиши приема/отбоя вызова — в некоторых бюджетных смартфонах и в серии Samsung Wave с операционной системой Bada.

## Описание
Внешне Samsung I5700 Spica представляет собой классический моноблок с 3,2-дюймовым сенсорным экраном. Корпус полностью выполнен из пластика и матовый. Доступен в двух цветовых вариантах — чёрный с красными вставками и белый с зелёными.
В верхней части сеточка разговорного динамика. В нижней части — управляющий блок клавиш. С левого торца — место для ремешка на «углу» аппарата и «качелька» регулировки громкости. На правом торце сверху — кнопка для разблокировки телефона, внизу — кнопка запуска камеры. На верхнем торце — разъем для наушников 3,5 мм и закрытый заглушкой разъем для дата-кабеля формата microUSB. На задней панели — глазок камеры и прорези монофонического динамика. Под задней крышкой находится аккумулятор на 1500 мА/ч, слева — слот для SIM-карты, справа — слот для карты памяти.

### Клавиатура
Под экраном Samsung i5700 — управляющий джойстик. Слева сверху от него — кнопка меню, под ней — кнопка «ответ». Между ними — клавиша из прозрачного пластика для поиска. Справа — кнопка возврата и под ней «завершение разговора». Между ними — кнопка «домой». Все клавиши Samsung Spica выполнены из пластика. Подсветка клавиш отсутствует.

### Аккумулятор
Телефон поставляется с литий-ионным аккумулятором с ёмкостью 1500 мАч. Заявленное производителем время работы:
- Режим разговора: 2.5G — до 560 мин.; 3G — до 370 мин.
- Режим ожидания: 2.5G — до 450 ч.; 3G — до 340 ч.

Фактическое время работы составляет около 2 суток в режиме обычного использования.

### Дисплей
Диагональ экрана Samsung Spica составляет 3,2 дюйма. Разрешение — 320х480. Экран i5700 отображает 16 млн. цветов, выполнен он по технологии TFT. Тип сенсора — ёмкостный.

### Фотокамера
Основная камера расположена в верхнем левом углу на задней панели телефона, в металлической окантовке. Камера 3,2 мегапиксельная, с автофокусом. Вспышка отсутствует. Максимальное разрешение фото — 2048х1536 пикселей. Присутствует запись видеороликов. Максимальное разрешение ролика — 352x288 пикселей, с частотой кадров 30 кадров/с.

### Аппаратная часть
Samsung Galaxy Spica базируется на процессоре Samsung S3C6410 с частотой 800 МГц. Оперативной памяти — 128 МБ, постоянной памяти — 200 МБ. Поддерживаются карты памяти microSD до 32 Гб. Слот для карт памяти находится на боку телефона под задней крышкой. Доступна «горячая замена» флеш-карточек. Под задней крышкой расположен разъем TS9 для подключения внешней антенны.

### Программная часть
Аппарат работает под управлением ОС Android версии 1.5. Существует официальная возможность обновления до Android 2.1.. Также имеются кастомные (неофициальные) прошивки до Android 2.2, 2.3 и 4.0. Фирменный интерфейс от Samsung отсутствует. Видеоплеер поддерживает MP4, 3GP и AVI. В телефоне предустановлен эмулятор для запуска java-приложений.

### Коммуникации
Samsung I5700 Spica базируется на собственной платформе Samsung, поддерживаются GSM (850/900/1800/1900 МГц), WCDMA/HSDPA (900/1900/2100 МГц); GPRS/EDGE. Беспроводная связь представлена модулем Bluetooth 2.0 + EDR (Enhanced Data Rate), а также Wi-Fi (IEEE 802.11 b/g). У Samsung Spica есть стандартный порт microUSB. Он находится на верхнем торце устройства и спрятан за пластиковой заглушкой. Рядом — разъем для обычных наушников 3.5 мм. FM-тюнера нет. Присутствует A-GPS-навигатор.

## Технические характеристики

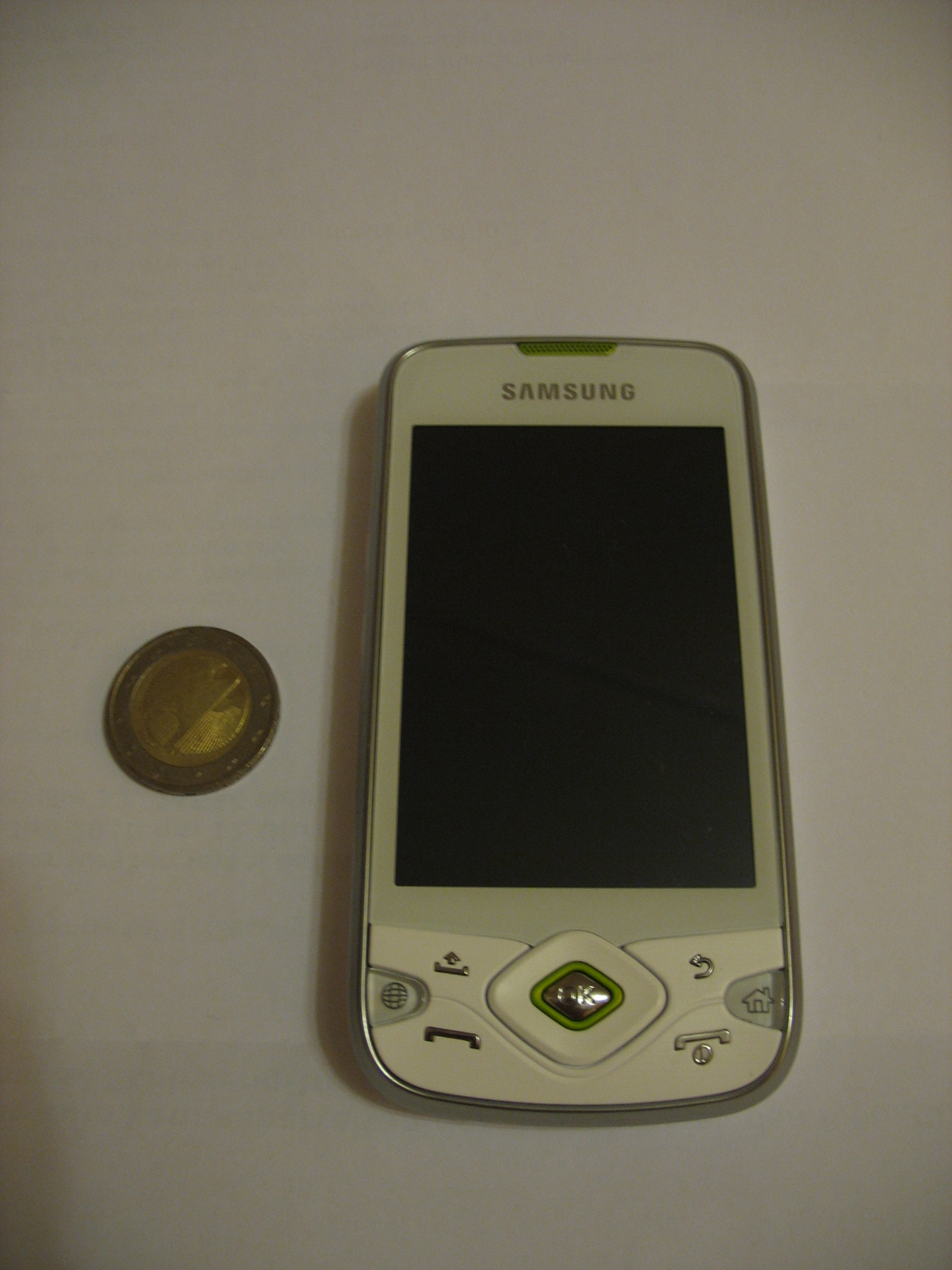
В белом цвете

- Сети: GSM/GPRS/EDGE 850/900/1800/1900 МГц, WCDMA/HSPA 900/2100 МГц
- Операционная система: Android 1.5, 2.1
- Процессор: Samsung SC36410, 800 МГц
- Память: 200 МБ ROM, 256 МБ RAM, слот для карт памяти microSD
- Дисплей: сенсорный, TFT, 3.2 дюйма, 320x480 пикселей
- Камера: 3.2 Мп с автофокусом, вспышки нет
- Коммуникации: Bluetooth 2.1, Wi-Fi 802.11 b/g, GPS, microUSB
- Медиа: плеер аудио и видео, поддержка кодеков DivX (возможность просмотра AVI без предварительной конвертации), разъем 3.5 мм на корпусе
- Акселерометр
- Аккумулятор: Li-Ion 1500 мАч

Комплект поставки:
- телефон
- аккумулятор
- проводная стереогарнитура
- USB-кабель
- зарядное устройство
- инструкция
- диск с ПО
- карта памяти microSD 1 Гб